# سفر رؤيا أثناسيوس الزائف
سفر رؤيا أثناسيوس الزائف هو كتاب موعظة لنهاية العالم أُلِّفَت بين عامي 715 و 744 أثناء الخلافة الأموية. وقد حظي هذا العمل بشعبية كبيرة، حيث تم العثور عليه في العديد من المخطوطات القبطية وفي الترجمات العربية. من المرجح أن يكون النص بمثابة مصدر تأثير للكتابات القبطية العربية، كما أنه شاهد نادر على رد الأقباط تجاه الفتح الإسلامي لمصر. ورغم غياب الممارسات الإسلامية للإيمان عن النص، فإنه لا يزال يوفر وجهة نظر المؤلف القبطية للتغيرات التاريخية الأساسية في بلدهم والحياة اليومية للسكان.

## نظرة عامة على السرد
هذه الخطبة موجهة إلى الرهبان ورجال الدين في مصر بشأن حالة الأقباط الحالية في ظل الحكم الإسلامي. ويوضح المؤلف أن العقوبات التي ينزلها الله على العالم بسبب الخطايا التي يرتكبها الرهبان والكهنة، فهم يضللون الناس بأقوالهم وأفعالهم الشريرة. باستثناء الكنيسة القبطية الميافيزيقية، تم رفض الإيمان الصحيح من جميع الكنائس الأخرى بعد انتهاء مجمع خلقيدونية. لم تنتصر إلا الكنيسة القبطية.

## مخطوطة نيويورك، مكتبة ومتحف مورغان – م 602
تعد هذه المخطوطة، التي تحمل الرقم M 602 في متحف ومكتبة مورغان [الإنجليزية]، والمكتوبة باللغة القبطية والتي يرجع تاريخها إلى القرن التاسع، أقدم وأكمل مخطوطة. تتكون نهاية العالم من واحد وخمسين صفحة من الأوراق 51 إلى 76؛ ولا يظهر المسلمون وحكمهم لمصر إلا في الأوراق 68 إلى 73. بالإضافة إلى ذلك، هناك مقطعين ولكن تم إدراجهما لاحقًا في فقرة تتعلق بميخائيل. وعلى الرغم من الضرر الذي لحق بالمخطوطة والذي أدى إلى حدوث العديد من الفواصل، فإن هذه المخطوطة تشكل الأساس لجميع الطبعات.

## التأليف
على الرغم من أن النص يُنسب إلى أثناسيوس الإسكندري، إلا أن المؤلف الحقيقي غير معروف. لا يمكن التعرف على المؤلف إلا باعتباره راهبًا قبطيًا يعيش في دير مصري في النصف الأول من القرن الثامن استنادًا إلى الدليل الوحيد المتاح، وهو النص نفسه. يتمتع المؤلف بمعرفة واسعة بالقوانين الكنسية القبطية والنصوص الكتابية والمؤلفات القبطية عن آباء الكنيسة والقديس أثناسيوس التاريخي. اتهم المؤلف خصومه بالهرطقة داخل كنيستهم وحارب جميع الطوائف الأخرى، وحارب من أجل العقيدة القبطية الميافيزيقية. يثبت النص بوضوح أن التوقعات المروعة كانت لا تزال موجودة في المجتمع المصري في القرن الثامن.

## علم الآخرة
من خلال الإشارة بشكل كبير إلى النصوص الكتابية واستخدام علم نهاية العالم، يفسر المؤلف اتجاه التاريخ؛ وبالمثل يتوافق مع الوحوش الأربعة في سفر الرؤيا من دانيال 7 [الإنجليزية]: 1-27، الإمبراطوريات الأربع المتعاقبة في النص. الوحش الأول هو الإمبراطورية الرومانية، والوحش الثاني هو الإمبراطورية البيزنطية، وبعد الكنيسة القبطية التي هي الكنيسة الوحيدة الباقية المؤمنة، يعاقب الله غير المؤمنين على يد الفرس الذين هم الوحش الثالث. ينهي الله الحكم الفارسي بعد أن خالفوا الشريعة ونشروا الفجور الذي لا يقاس. ويعطي الله القوة للعرب الذين هم الوحش الرابع، ويستمر الشعب القبطي في قبول الوحوش. ولذلك سيُرسل الله الحرب والأوبئة والكوارث الطبيعية على مصر ثم على العالم، وبهذا ستكون نهاية العالم. تم الإعلان عن سيطرة المسيح الدجال والدينونة الأخيرة بعد ذلك.

## الاستشهادات
1. 1 2 3 4  Thomas, Roggema & Sala 2009، صفحة 275.
2. 1 2  Thomas, Roggema & Sala 2009، صفحة 276.
3. 1 2  Thomas, Roggema & Sala 2009، صفحة 277.
4. ↑  Thomas, Roggema & Sala 2009، صفحة 274.
5. ↑  Matheou, Kampianaki & Bondioli 2016، صفحة 253.

## فهرس
- Matheou، Nicholas S.M.؛ Kampianaki، Theofili؛ Bondioli، Lorenzo M. (2016). From Constantinople to the Frontier: The City and the Cities. BRILL. ISBN:9789004307742. مؤرشف من الأصل في 2023-11-02.
- Thomas، David Richard؛ Roggema، Barbara؛ Sala، Juan Pedro Monferrer (2009). Christian-Muslim Relations: A Bibliographical History (600-900). BRILL. ISBN:9789004169753. مؤرشف من الأصل في 2023-11-06.